# باشگاه فوتبال اتلتیکو مرازان
اتلتیکو مرازان یک باشگاه فوتبال هندوراسی بود. در تگوسیگالپا، هندوراس مستقر بود.